# フィンランドの教育
フィンランドにおける教育（koulutus Suomessa）は、一般教養と職業の教育および高等教育からなり、これは成人教育と自由な教養活動によって補完されている。教育制度の基幹は、皆の義務かつ無償の9年間の基礎学校である。基礎学校の後の勉学では、職業学校か高校を選択でき、これは大学または職業大学いずれかの高等教育機関に通じている。
フィンランド人は教育水準の高い国民で、その70%ほどが基礎学校を越えて学び終えていて、人口の比較的大部分が高等教育を受けている。 フィンランドは、基礎教育の水準の測定比較において好調であると考えられてきたが、2023年、フィンランド教育・文化省は、過去20年間の教育を否定するレポートを発表し、教育政策の見直しが待たれている（後述）。
現行の基礎学校による制度は、1970年代から採用されている。それ以前の複線型の学校制度では、人口が早くも10歳ごろで二分され、一部の階級の子しか文法学校には行けなかった。

## フィンランドの教育制度
フィンランドの教育制度は、三つの教育水準、つまり9年間の基礎教育（基礎学校）、その後の第二期の教育（普通高校と職業高校）、そして高等教育（職業大学と学術大学）に分類される。成人教育は全ての教育段階で提供されている。
2015年からは、翌年に基礎学校に入る六歳の子が就学前教育に参加することが義務付けられた。それ以前にも、ほぼ全ての子供が就学前教育に参加していた。
基礎学校の学級担任と教科教員そして職業教育の教員は、大学の学位に加えて教育科学を修めている。子ども園の教員と就学前教育の教員も、大学の学位を持っている。

### 基礎過程
基礎教育は、基礎学校つまり無償の一般教育を意味しており、基礎教育法で規定されている。基礎学校は普通、子どもが7歳になっている年に開始される。もし子どもが、心理検査に基づきすでに6歳で学校に入る準備が出来ている、またはさらに発育する期間が必要ならば、親は一年間の学校の開始年齢の変更を申請できる。基礎学校を終了するには普通9年間かかる。 基礎学校に修了試験はないが、その後の教育に入る資格を与えている。
フィンランドの全ての7-16歳の者には法による学習の義務があり、これはその子が基礎教育に参加すること、または親が何らかの別な方法で教育の世話をすることを義務付けている。 基礎教育の課程を10年未満で修了した場合は、学習の義務もそこで終わりうる。
2017年の時点でフィンランドには2,276 の基礎学校があり、そこに計556,742人の生徒が通っていた。 教える際の言語はフィンランド語またはスウェーデン語である。スウェーデン語の学校名がフィンランド語に、またその逆へも翻訳されてはならない。

### 後期中等課程、高校教育と職業の教育

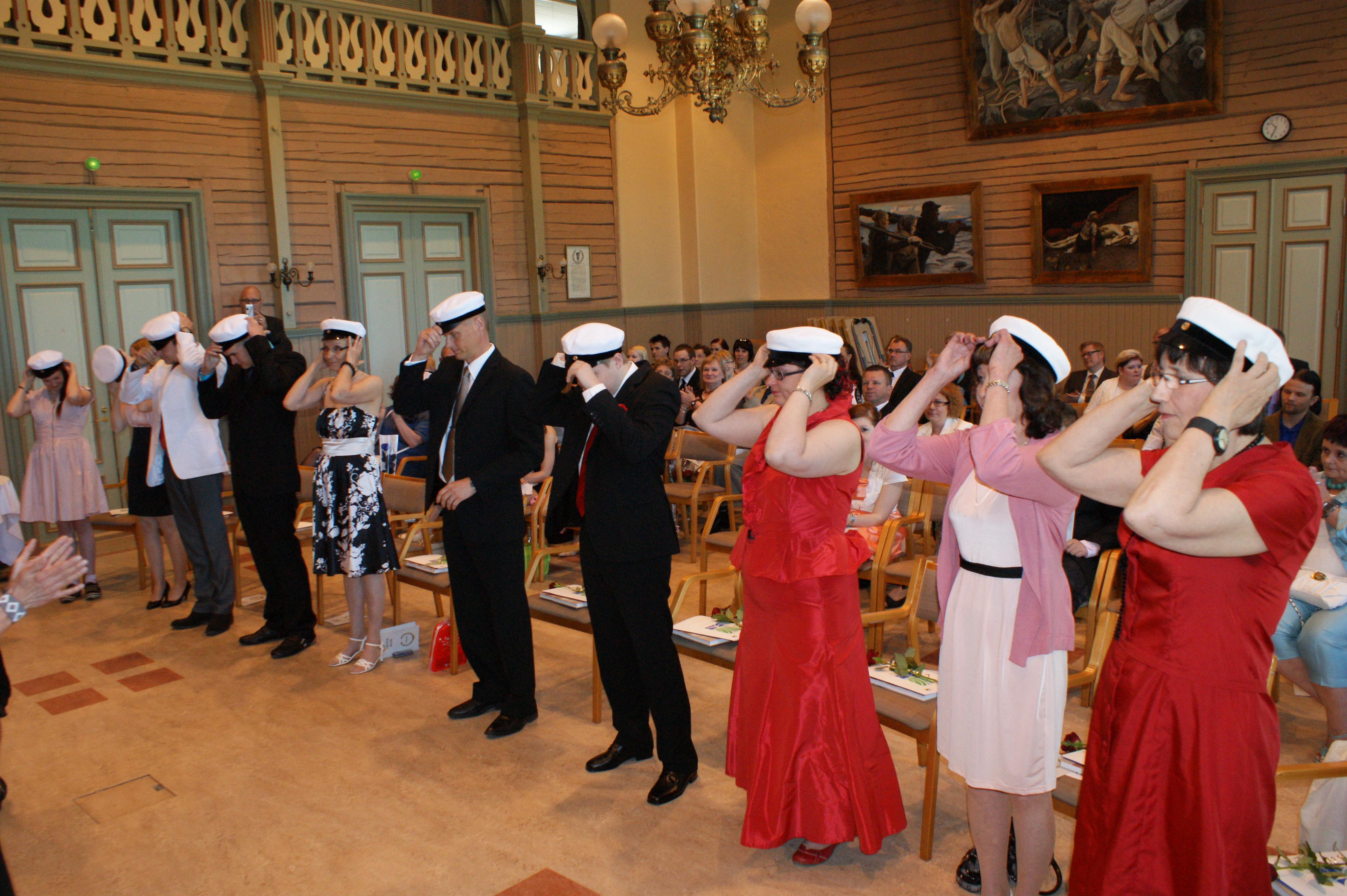
高校の新しい卒業生たちが、頭に白い学生帽を被っている。

基礎学校の後の教育には一般教養の高校教育と、職業の教育（職業基礎資格と、職業資格、特別職業資格がある）が含まれる。
3年間の高校教育では一般教養を学び、高卒資格試験の準備をする。普通高校を終えた学生は、職業訓練校または高等教育機関に出願できる。 2017年の時点で、フィンランドには340 の普通高校があり、各高校では92,374人の生徒が卒業資格試験のために学習していた。 普通高校の生徒数は、2000年代には減少している。 高校で教える際の言語は、フィンランド語またはスウェーデン語である。ある高校の名前を別の言語に翻訳してはならない。なので例えば、Kristiinankaupungin lukio と Kristinestads gymnasium は同じ「クリスチーネスタッド高校 」の意味であるが、別々の教育機関である。
職業の基礎資格を取得した者は、その分野の基本的な技量と、仕事人生において必要なその分野の職業的な能力を持っている。修了資格の単位は180「技能点」で、履修期間は3年である。以前の学業と仕事経験によっては、履修期間を短縮できる。 2014年には、約72,000人の学生が職業の修了試験に合格し、そのうち53％が女性だった。職業の修了資格の取得者数は年々増加している。 大半の学生は、技術や交通の、そして社会福祉や保健、体育の教育分野に在籍している。
職業資格と特別職業資格は、追加的な職業教育である。これらは実践的な資格として履修され、修了試験への準備の教育が実施されている。
3年間の職業基礎資格の合格者は、どの分野の高等教育にも志願することが出来る。

### 高等教育機関の制度、 大学と職業大学

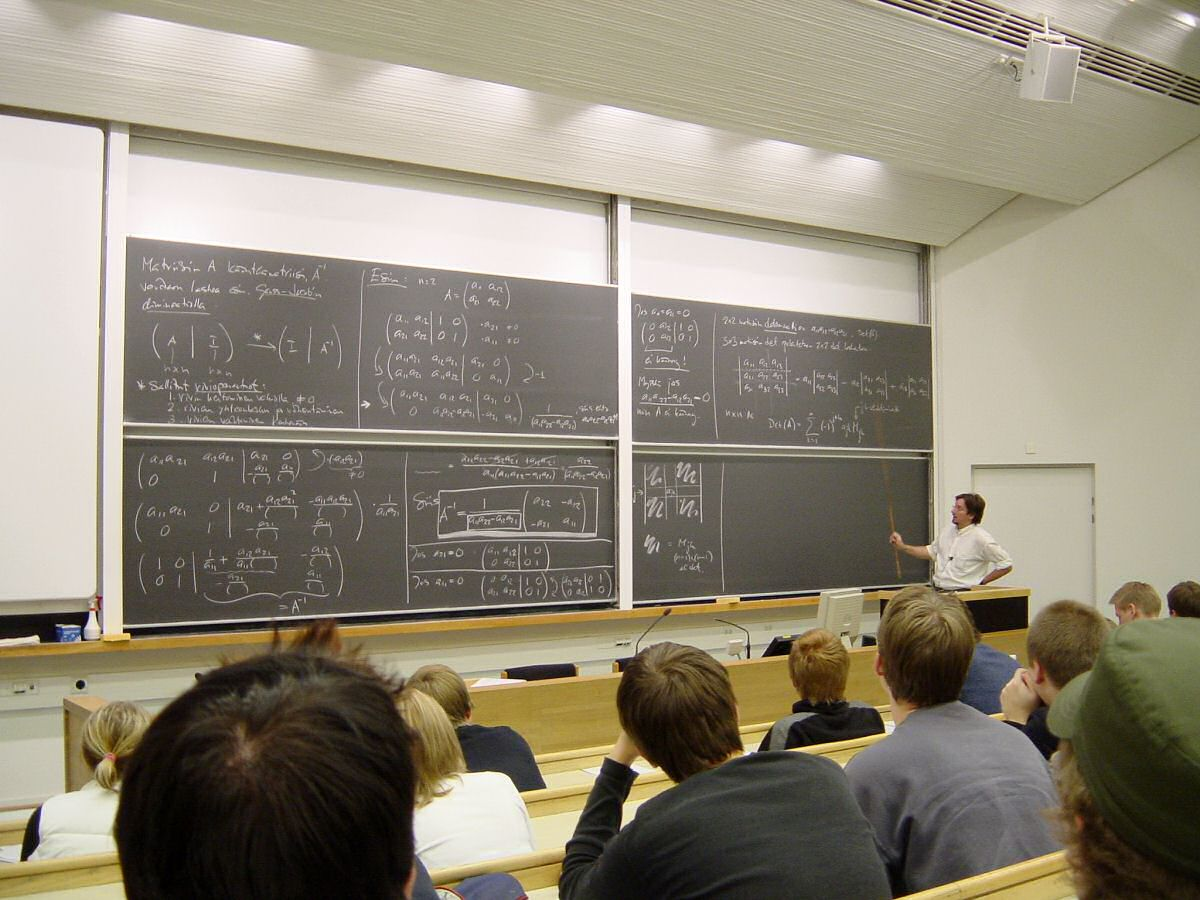
旧ヘルシンキ工科大学での数学（線型代数）の講義。

学術大学は、科学的研究とそれに基づく教育に重点を置いている。職業大学は、実際的かつ仕事人生での必要に適う教育を提供している。
大学つまり科学芸術大学では、学士号と修士号を、そして科学系大学院の学位である上級修士号と博士号を取得できる。 2014年には、約17,500人の学生が学士課程に、そして約7,000人が修士課程に入った。博士課程には1,700人弱の学生が進んだ。 最も学生が多いのは、商業や経営の分野、そして人文系と教育の分野で、両者は約25%ずつだった。三番目に学生が多いのが工科と交通の分野で、19%だった。
職業大学の学位を取得するには、3.5 から4.5 年がかかる。上級の職業大学学位への前提条件は、職業大学学位かその他の適切な学位を持っていて、以前の学位を取得してから少なくとも三年間の実務経験を有することである。

## 成人教育
2014年の初めに施行された法律により、全ての従業員は最低でも年に三日間の、職業能力を促進させる研修を受ける権利を有している。雇用主は、研修を実施する際の経済的支援を受けることが出来る。
失業中の求職者や失業する虞れのある人々には、労働力政策的な成人教育が実施されている。その教育は職業資格またはその一部を目的とすることが多く、そのほとんどに実地訓練が含まれている。
資格を目的にした教育と共に、フィンランドでは自由な教養活動の一環としての教育が、例えば市民学校や市民・社会人学校にて行われている。自由な教養活動では、一般教養や、趣味的なこと、社会に関連したことを学習する。これは、夕方数時間の毎週連続するクラスか、終日行われる短期間のクラスから構成される。自由な教養活動の目的は、生涯学習の原則に基づいて、一人一人の個性の多様な発達と、その能力が共同体において生かされることを支援し、社会における国民の力・等しい価値・多様性の実現を促進させることである。

## フィンランド人の教育水準

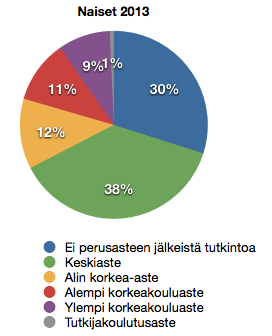
2013年における、15歳以上のフィンランド人女性の教育水準。

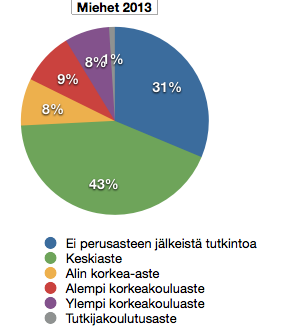
2013年における、15歳以上のフィンランド人男性の教育水準。

人口の比較的大部分が、大学教育を受けている。1990年代のフィンランドの数値はOECD比較の内、世界で最高の部類にあったが、2017年までに55か国がこの指標においてフィンランドを追い抜いている。 2013年において成人の約30%が何らかの大学課程の学位を、加えて約40%が後期中等課程の卒業資格を有している。大学の学位を有しているのは、女性の方が少し男性よりも多い。
フィンランドでは大学教育を受けた親の子の方が、受けていない家の子よりも8倍、大学に入る可能性がある。ヘルシンキでは大学教育を受けた子どもの約90%が中等課程、ほとんどが学術系高校を修了していて、受けていない子どもはそのちょうど半分だった。

## 教育の評価
教育の水準は、とりわけPISA の調査を通じて世界的に評価され、これらの基礎学校の水準を測定する調査において成功している、とみられてきたが、 国内では学力低下に対する警鐘が鳴らされている。2023年、フィンランド教育・文化省は過去20年間の教育政策に関するレポート（Bildung Review）を発表、その中でフィンランドの生徒たちの学力が凋落していることを認めた。
また、もうひとつの国際学力テストである国際数学・理科教育調査（TIMSS）では、フィンランドの学力は継続して凡庸であり、高いとは言えない。
一方、大学の水準を測定する調査では順位はあまり高くない。ヘルシンキ大学とアールト大学は、よくこれらのランキングにおいて最上位になっている。
フィンランドでは教育を教育・文化省が評価、監督しているが、教育機関の「優良さ 」について実際の序列の一覧を公表していない。例えばテレビ局 MTV3 など多くのメディアは、入学資格試験の統計に基づいてなされた高校の比較を毎年発表している。ほとんどのメディアによって為される比較は、例えば入学制限を課した上での、生徒の当初の学力を考慮していない。なので比較によって教育そのものの質が直接分かる訳ではない。

## 歴史
学校は、中世の教会と共にフィンランドにもたらされた。フィンランドの最初の学校はトゥルクにあった。トゥルク大聖堂に付属して1200年代に設立された司教座学校では将来の司祭への教育が行われ、これに加えて市にはドミニコ会が保持していた修道院学校があった。最初の高校は1630年にトゥルクで設立された。 フィンランドで最初の大学は、1640年に設立された王立トゥルク・アカデミーだった。

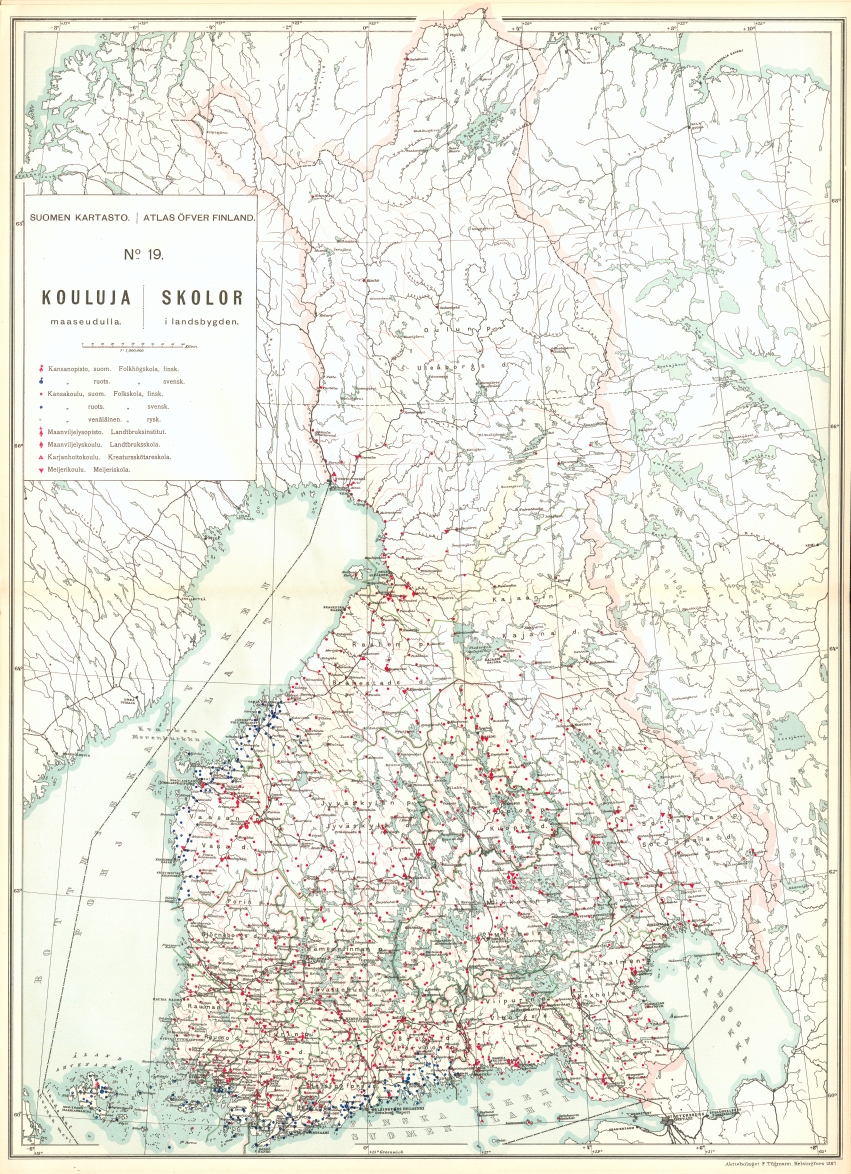
フィンランド全土の学校の地図（1899年）。

民衆教育は1800年代の半ばまで教会の支配下にあった。原則として全ての親には、その子がキリスト教の基本的教義を読んで分かるように教える義務があった。これは1600年代の終わりから教理の朗読説教によって監視され、そこでは聖職者が子どもと大人にキリスト教の知識について試問した。ただし両親の教える作業は、教会が組織する巡回学校によって援助され、そこの教師は年に何度も教場を転々とした。巡回する教師は、民衆学校教育を受けられない村や地区の生徒たちに初歩的な学習の機会を与えた。

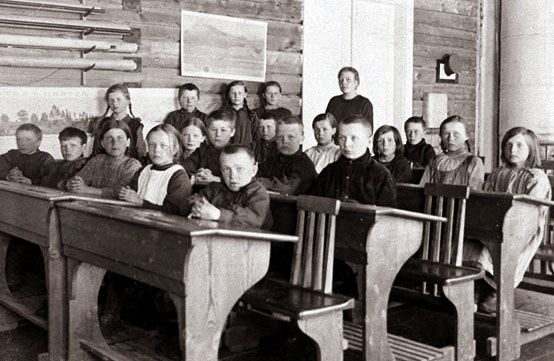
1920年代の民衆学校の生徒たち。

ウーノ・スュグネウスはフィンランドにおける民衆学校の父として知られている。 彼は1857年に元老院へ民衆学校についての提言を出し、そして彼のその提案により1866年に民衆学校令が公布された。法令は、町が教会とは別の民衆学校組織を整備することを規定しており、これは特にスイスの先例を基にしていた。民衆学校は四年制で、その設立は町にとって任意だった。教会の巡回学校も、まだ数十年間は民衆学校と並存していた。ようやく1898年の校区編成令は、町が全ての地区の集落の中心に民衆学校を設立すると義務付けた。ただし民衆学校への通学は、ようやく1921年の学習義務法で必須になった。 僻地には長い移行期間が認められていた。ラッピとラヤ＝カルヤラの最も遠い村では、1950年代にようやく民衆学校の制度に至った。 市部では私立の「準備学校」が、初等教育での中・上級の生徒について1940年代まで常に民衆学校と競合していた。
民衆学校は1950年代には6年間に、そして最終的に1960年代には8年間に延長され、文法学校の制度も改められた。同時に学制の設計作業が始められ、その結果としてフィンランドは複線型の学校制度から基礎学校の制度に移行した。かつての中学校は、民衆学校の高学年と統合し基礎学校の上級課程になった。同時に以前の私立または州立の文法学校は、原則として市立化された。高校は、職業教育とは別の形の学校として存続した。基礎学校への更新は、1972年から1978年にかけて北から南へと段階的に実施された。
職業系教育は1960年代・1970年代に増加した。1990年代には最初の職業大学が設立された。
教育に関する意思決定は、1869年まで教会の手中で行われていた。その頃に学校行政庁が設立された。職業訓練局は1966年に設立され、1991年に学校局と統合して教育庁になった。現在の基礎教育法令は1998年より施行されている。

## 生徒の福祉
フィンランドでは社会的地位に関係なく全ての生徒に、学校がある日中の無料の昼食が提供されている。これは1948年から行われている。この範囲での学校給食は世界でも稀である。
学童の歯科健診は1956年に法制化された。 現在これは学校保健の一部であり、全学年の健康診断と保健師による開かれた応対もそれに含まれている。 学校の心理士による支援も、生徒福祉の一部である。2015年より、自治体は生徒千人につき一名の心理士を確保することが推奨されている。

## 外部サイト
- 教育・文化省
- 教育庁
- OECD Education at a Glance 2019.
- OECD Reviews of Tertiary Education. (PDF)
- 統計センター：教育
- 「フィンランドの教育について書かれている本を知りたい。」（岡山県立図書館） - レファレンス協同データベース